# Corneliuskerk (Limmen)
De Corneliuskerk te Limmen (Noord-Holland) is een aan Sint-Cornelius gewijde rooms-katholieke kerk. Het ontwerp kwam van de architect Petrus Snel (1860-1934), toen uit Schagen, die in april 1901 de aanbesteding uitschreef. De kerk werd ingewijd op 15 april 1902, de kerk was toen al enige tijd klaar, maar de ruimte voor ontvangst en de pastorie moesten nog afgebouwd worden.
Door een uitslaande brand in het dak van de kerk, op 3 mei 2018, werd grote schade aangericht. De wederopbouw is in 2019 ter hand genomen. Op 20 september 2020 is de herbouwde kerk weer in gebruik genomen tijdens een eucharistieviering waarbij mgr. Jan Hendriks, bisschop van Haarlem-Amsterdam, de altaartafel heeft ingewijd.

## Beschrijving
Het kerkgebouw is in neoromaanse trant opgetrokken. De Maasbode omschreef het als “kloek opgetrokken en sober van lijnen, geflankeerd door eenen massalen toren, 48 meter lang en 19 meter breed in het schip en 22 meter breed bij het kruis". Delen van het interieur en de kerkinventaris zijn afkomstig van de in 1855-'56 gesloopte voorganger van de kerk, waaronder de preekstoel, de kroonluchter, de tafel van het hoofdaltaar, en de deuren). De vijf gebrandschilderde koorramen zijn in 1903 vervaardigd door de gebroeders Van Rooyen in Roermond.
In de toren hangen drie klokken uit 1949 waarvan de grootste gewijd is aan de patroonheilige Sint-Cornelius en de andere twee aan Maria en Sint-Martinus.

## Orgels

### Hoofdorgel
Het tweeklaviers hoofdorgel is in 1920 gebouwd door B. Pels & Zn en onderging in 2011-2012 een restauratie. Het hoofdorgel bleef behouden bij de brand in mei 2018 en werd voorlopig gedemonteerd en opgeslagen.

### Koororgel
Het koororgel, ook met twee klavieren, is in 1963 gebouwd door Fonteijn & Gaal voor de Andreaskapel in Amersfoort en in 2002 overgeplaatst naar de Corneliuskerk. Bij de brand van 3 mei 2018 ging het verloren.
Als vervanger is er een Vermeulen-orgel uit 1900 aangekocht dat na twee verhuizingen sinds 1986 stond in de in 2016 gesloten Onze-Lieve-Vrouw van Altijddurende Bijstandkerk in Valkenburg (Limburg). In 2021 werd het orgel door Adema Kerkorgelbouw in de Corneliuskerk geplaatst. In de dienst van 16 januari 2022 werd het orgel in gebruik genomen.